# Stratzing
Stratzing je městys v Rakousku ve spolkové zemi Dolní Rakousy v okrese Kremže.

## Geografie

### Geografická poloha
Stratzing se nachází ve spolkové zemi Dolní Rakousy v regionu Waldviertel. Leží v bezprostřední blízkosti okresního města Kremže. Prochází jím silnice B37, která vede z Rastenfeldu přes Gföhl do Kremže. Rozloha území městyse činí 5,88 km², z nichž 2,6 % je zalesněných.

### Městské části
Území městyse Stratzing se skládá z pouze jedné části:
- Stratzing

### Sousední obce
- na severu: Lengenfeld
- na východu: Langenlois
- na jihu: okresní město Kremže
- na západu: Senftenberg, Droß

## Politika

### Obecní zastupitelstvo
Obecní zastupitelstvo se skládá z 15 členů. Od komunálních voleb v roce 2015 zastávají následující strany tyto mandáty:
- 13 ÖVP
- 2 SPÖ

### Starosta
Starostou městyse Stratzing je Josef Schmid ze strany ÖVP.

### Partnerství měst
- Rakousko - Bad Vigaun

## Galerie

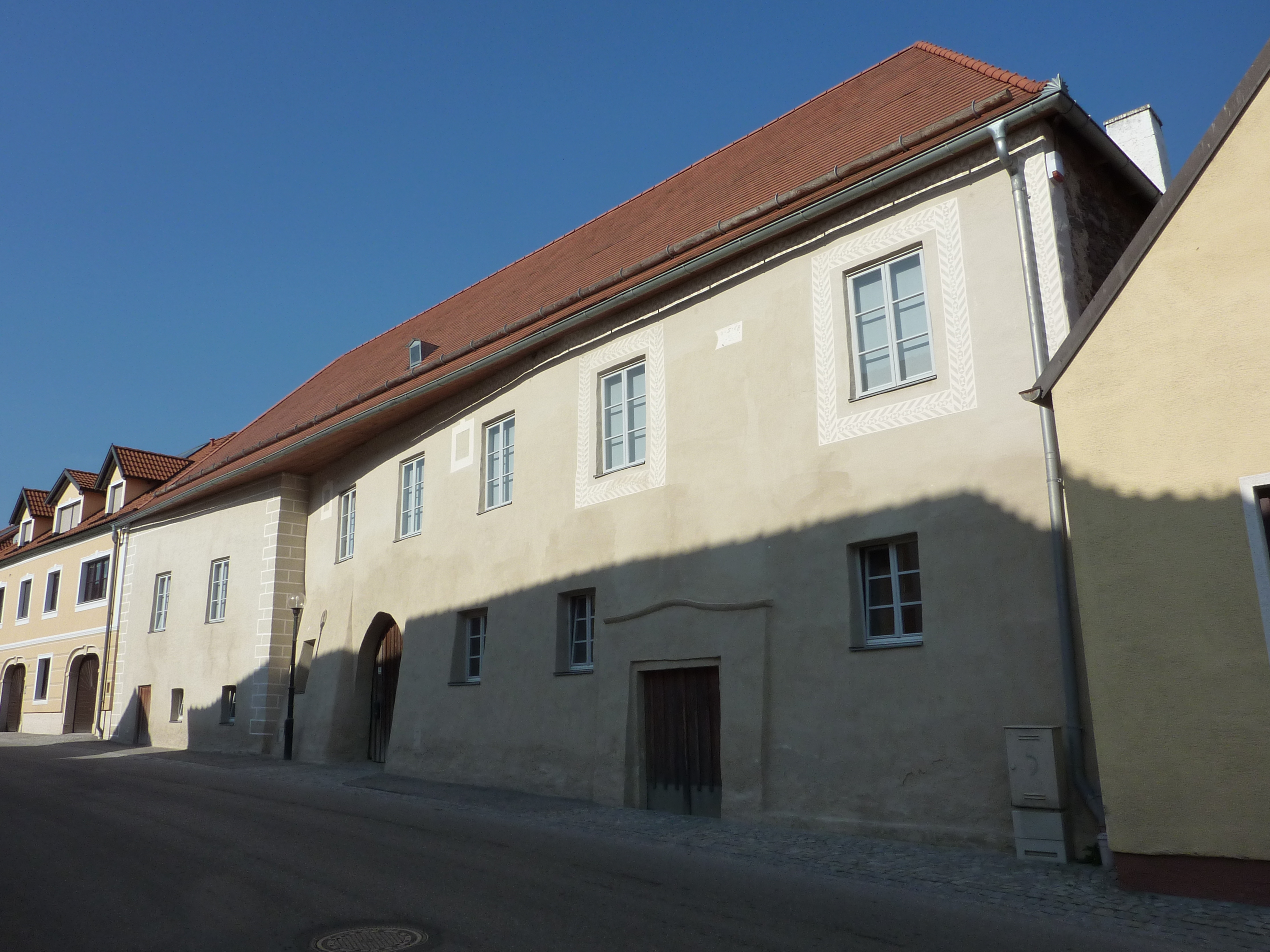
Dům ve Stratzingu
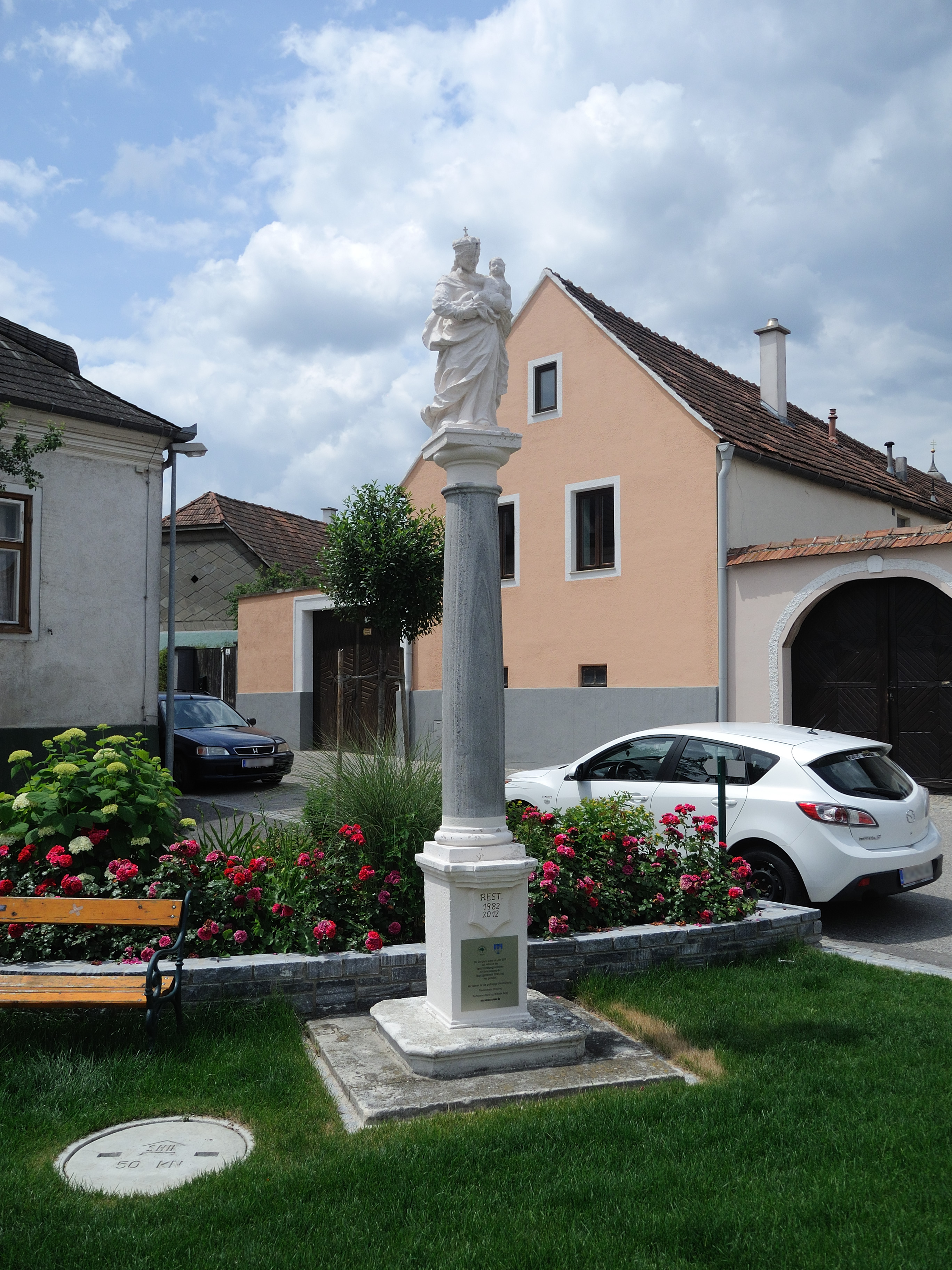
Socha ve Stratzingu
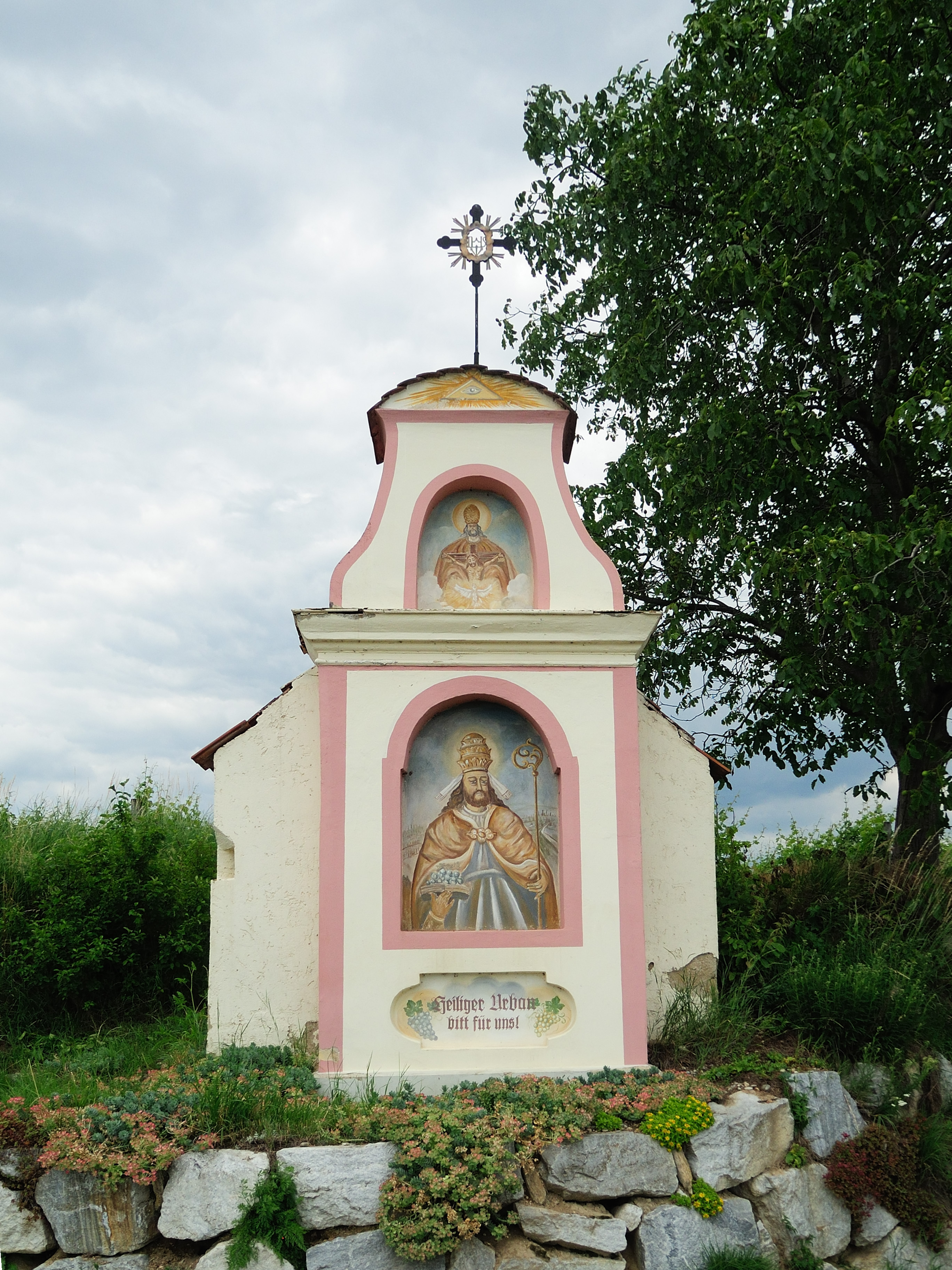
Kaplička ve Stratzingu
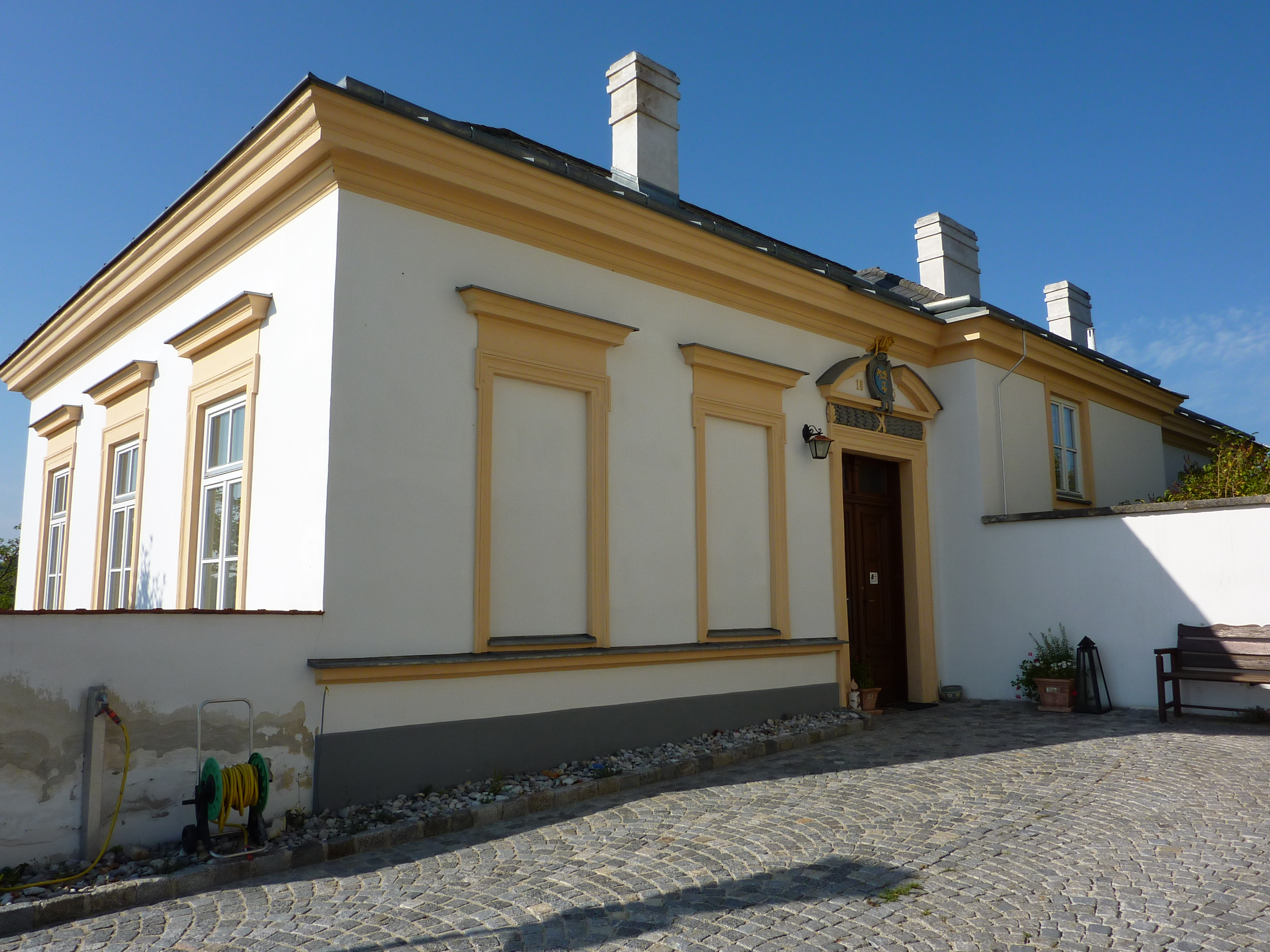
Fara ve Stratzingu